# Mojunkum (wieś)
Mojynkum (kaz. Мойынқұм) – wieś w południowym Kazachstanie, w obwodzie żambylskim. Liczy 10 800 mieszkańców (2006). Ośrodek przemysłu spożywczego.